# Pygopleurus simplex
Pygopleurus simplex es una especie de coleóptero de la familia Glaphyridae.

## Distribución geográfica
Habita en Asia Menor, Bulgaria y Turquía.